# Miner grisenc
El miner grisenc (Geositta maritima) és una espècie d'ocell de la família dels furnàrids (Furnariidae).
Habita àrides zones rocoses i deserts, principalment en zones costaneres de l'oest de Perú i nord de Xile.